# Carposina bullata
Carposina bullata là một loài bướm đêm thuộc họ Carposinidae. Nó là loài bản địa của Trinidad và Tobago, nhưng được du nhập vào Hawaii.
Ấu trùng ăn quả và hoa của Clidemia hirta.